# Дмитрий Шостакович (класс морских судов)
Дмитрий Шостакович — класс морских автопассажирских судов, строившихся на верфи Stocnia Szczecinska im A Warskiego в Щецине в (Польской Народной Республике), известный также как проект B-492. Класс назван по имени построенного в 1980 году головного судна этого проекта Дмитрий Шостакович.

## История
Серия морских автопассажирских судов B-492 и её модификация B-493 изготавливались с 1980 по 1986 год. Верфь Stocnia Szczecinska im A Warskiego в Щецине в Польской Народной Республике строила суда собственного проекта по заказу Советского Союза. Суда поставлялись в советские пароходства: Черноморское морское пароходство-ЧМП (четыре судна, из которых одно было передано затем в Балтийское морское пароходство-(БМП) на линию Ленинград-Рига), Эстонское морское пароходство-ЭМП – (одно судно на линию Таллин-Хельсинки), Дальневосточное морское пароходство-ДВМП (два судна).

## Техническое оснащение
Суда имеют дизельный привод с 4 главными двигателями Sulzer-Skoda эффективной мощностью 12 800 кВт (17 400 л.с.), приводящий в движение 2 винта регулируемого шага.

## На борту
Первоначальная пассажировместимость каждого теплохода составляла 496 человек с размещением в каютах по 2 и по 4 пассажира, а автопалуба могла принять до 118 легковых автомобилей. В первые пять лет эксплуатации все суда подверглись переоборудованию в соответствии с требованиями, предъявляемыми к круизным судам. По судну Михаил Суслов было принято решение о переоборудовании последнего за счёт автопалубы в новейший медицинский комплекс. Переоборудование судна осуществлялась с 19 марта по 2 июня 1989 года на верфи Lloyd Werft Bremerhaven GmbH в Бремерхафене (ФРГ) и обошлось Черноморскому морскому пароходству примерно в 27 миллионов марок.

## Суда проекта B-492/ B-493
В списке приводится первоначальное название судна, его переименование указано в скобках в хронологическом порядке, английская транслитерация по образцу и согласно Российскому морскому регистру судоходства:
| Тип Дмитрий Шостакович | Тип Дмитрий Шостакович                                                          | Тип Дмитрий Шостакович                                                            |
| № п/п                  | Название                                                                        | Английская транслитерация                                                         |
| ---------------------- | ------------------------------------------------------------------------------- | --------------------------------------------------------------------------------- |
| 1                      | Дмитрий Шостакович (Paloma I, Paloma, Paloma I, Royale Star, New Imperial Star) | Dmitriy Shostakovich (Paloma I, Paloma, Paloma I, Royale Star, New Imperial Star) |
| 2                      | Георг Отс (Georg Ots, Георг Отс)                                                | Georg Ots (Georg Ots, Georg Ots)                                                  |
| 3                      | Лев Толстой (Natasha, Palmira, The Jasmin, Farah, Easycruise Life, Ocean Life)  | Lev Tolstoy (Natasha, Palmira, The Jasmin, Farah, Easycruise Life, Ocean Life)    |
| 4                      | Константин Симонов (Francesca, The Iris, Kristina Katarina, Ocean Endeavour)    | Konstantin Simonov (Francesca, The Iris, Kristina Katarina, Ocean Endeavour)      |
| 5                      | Михаил Суслов (Петр Первый, Ocean Empress, Ocean Jewel of St. Petersburg)       | Mikhail Suslov (Petr Pervyy, Ocean Empress, Ocean Jewel of St. Petersburg)        |
| 6                      | Михаил Шолохов (Mikhail, Ούγκο Φόσκολο, Fos I, Phoenix)                         | Mikhail Sholokhov (Mikhail, Ugo Foscolo, Fos I, Phoenix)                          |
| 7                      | Константин Черненко (Русь, SC Atlantic, Ocean Atlantic)                         | Konstantin Chernenko (Rus, SC Atlantic, Ocean Atlantic)                           |

## Обзор
Список судов проекта содержит все суда с указанием в примечании первоначального имени:
| Месяц и год постройки | Заводской номер | Фото | Наименование                  | Первое пароходство                  | Порт приписки                                                                              | Флаг | IMO     | Переименования и статус                                                                                 |
| 1980                  | B492/01         |      | New Imperial Star             | Черноморское морское пароходство    | Одесса → Кингстаун → Одесса → Кингстаун                                                    | →    | 7625794 | ранее Дмитрий Шостакович, Paloma I, Paloma, Paloma I, Royale Star                                       |
| 1980                  | B 493-1/1       |      | Георг Отс                     | Эстонское морское пароходство       | Таллин → Таллинн → Санкт-Петербург → Владивосток                                           | →    | 7625835 | ранее Георг Отс, Georg Ots                                                                              |
| 1981                  | 492/02          |      | Ocean Life                    | Черноморское морское пароходство    | Одесса → Монровия → Одесса → Кингстаун → Амман → Лимассол → Валлетта                       | → →  | 7625809 | ранее Лев Толстой, Natasha, Palmira, The Jasmin, Farah, Easycruise Life                                 |
| апрель 1982           | 492/03          |      | Ocean Endeavour               | Дальневосточное морское пароходство | Владивосток → Одесса → Ленинград → Санкт-Петербург → Лимассол → Валлетта → Котка → Маджуро | → →  | 7625811 | ранее Константин Симонов, Francesca, The Iris, Kristina Katarina                                        |
| декабрь 1982          | 492/04          | Фото | Ocean Jewel of St. Petersburg | Черноморское морское пароходство    | Одесса → Кингстаун                                                                         | →    | 7625823 | спущен на воду как Василий Соловьев-Седой, построен как Михаил Суслов, далее Петр Первый, Ocean Empress |
| 1986                  | 492/05          |      | Phoenix                       | Дальневосточное морское пароходство | Владивосток → Пномпень → Пирей → Пномпень → Панама → Бастер                                | →    | 8325420 | ранее Михаил Шолохов, Mikhail, Ugo Foscolo, Fos I; списан                                               |
| декабрь 1986          | 492/06          |      | Ocean Atlantic                | Дальневосточное морское пароходство | Владивосток → Маджуро                                                                      | →    | 8325432 | ранее Константин Черненко, Rus, SC Atlantic                                                             |